# Nephodia paularia
Nephodia paularia är en fjärilsart som beskrevs av Jones 1921. Nephodia paularia ingår i släktet Nephodia och familjen mätare. Inga underarter finns listade i Catalogue of Life.